# Rally d'Argentina 2011
Il Rally d'Argentina 2011 è stato il sesto rally del campionato mondiale 2011. La competizione si è svolta dal 26 al 29 maggio ed è partita dalla città di Villa Carlos Paz, nella provincia di Córdoba. Il rally è stato inoltre la terza prova del campionato mondiale produzione. Il calendario WRC ha reintrodotto questo rally per la prima volta dopo il 2009, dato che durante la stagione 2010 questo evento è stato parte del Intercontinental Rally Challenge.
Sébastien Loeb ha raggiunto la sua terza vittoria della stagione e la sessantacinquesima della sua carriera dopo aver rimontato diverse posizioni nei due giorni finali. Avendo corso la prima giornata del rally sempre come primo partente di ogni speciale, Loeb si è trovato distanziato di novanta secondi da Jari-Matti Latvala al termine della settima speciale, ma la vittoria di sei prove speciali negli ultimi due giorni l'ha aiutato a recuperare parte del distacco ed infine a vincere proprio nella power stage conclusiva. Mikko Hirvonen è giunto secondo distanziato di 2.4 secondi, e Sébastien Ogier 4.9 secondi dietro di lui si è classificato in terza posizione. Ogier aveva condotto il rally fino all'ultima speciale dove però, dovendo guidare la vettura danneggiata durante la speciale precedente, è stato sorpassato rispettivamente da Loeb e Hirvonen. Nel PWRC Hayden Paddon ha vinto il rally nella sua categoria per la seconda volta in stagione ed ha guadagnato ulteriori due punti per il WRC essendosi classificato al nono posto in classifica generale.

## Risultati

### Classifica
| Pos       | Pilota             | Co-pilota              | Auto                     | Tempo     | Distacco | Punti |
| --------- | ------------------ | ---------------------- | ------------------------ | --------- | -------- | ----- |
| 1.        | Sébastien Loeb     | Daniel Elena           | Citroën DS3 WRC          | 4:03:56.9 | 0.0      | 26    |
| 2.        | Mikko Hirvonen     | Jarmo Lehtinen         | Ford Fiesta RS WRC       | 4:03:59.3 | 2.4      | 20    |
| 3.        | Sébastien Ogier    | Julien Ingrassia       | Citroën DS3 WRC          | 4:04:04.2 | 7.3      | 15    |
| 4.        | Petter Solberg     | Chris Patterson        | Citroën DS3 WRC          | 4:04:29.5 | 32.6     | 15    |
| 5.        | Mads Østberg       | Jonas Andersson        | Ford Fiesta RS WRC       | 4:09:13.7 | 5:16.8   | 10    |
| 6.        | Federico Villagra  | Jorge Pérez Companc    | Ford Fiesta RS WRC       | 4:10:45.4 | 6:48.5   | 8     |
| 7.        | Jari-Matti Latvala | Miikka Anttila         | Ford Fiesta RS WRC       | 4:15:31.4 | 11:34.5  | 6     |
| 8.        | Matthew Wilson     | Scott Martin           | Ford Fiesta RS WRC       | 4:17:29.6 | 13:32.7  | 4     |
| 9.        | Hayden Paddon      | John Kennard           | Subaru Impreza WRX STI   | 4:29:40.7 | 25:43.8  | 2     |
| 10.       | Patrik Flodin      | Maria Andersson        | Subaru Impreza WRX STI   | 4:37:31.1 | 33:34.1  | 1     |
| PWRC      |                    |                        |                          |           |          |       |
| 1. (9.)   | Hayden Paddon      | John Kennard           | Subaru Impreza WRX STI   | 4:29:40.7 | 0.0      | 25    |
| 2. (10.)  | Patrik Flodin      | Maria Andersson        | Subaru Impreza WRX STI   | 4:37:31.1 | 7:50.4   | 18    |
| 3. (11.)  | Dmitry Tagirov     | Anna Zavershinskaya    | Subaru Impreza WRX STI   | 4:43:07.6 | 13:26.9  | 15    |
| 4. (12.)  | Nicolás Fuchs      | Rubén Francisco García | Mitsubishi Lancer Evo IX | 4:47:53.1 | 18:12.4  | 12    |
| 5. (14.)  | Martin Semerád     | Michal Ernst           | Mitsubishi Lancer Evo X  | 4:51:56.5 | 22:15.8  | 10    |
| 6. (15.)  | Benito Guerra      | Borja Rozada           | Mitsubishi Lancer Evo X  | 4:52:57.1 | 23:16.4  | 8     |
| 7. (16.)  | Ezequiel Campos    | Cristian Winkler       | Mitsubishi Lancer Evo IX | 4:54:17.5 | 24:36.8  | 6     |
| 8. (17.)  | Gianluca Linari    | Nicola Arena           | Subaru Impreza WRX STI   | 4:56:52.7 | 27:12.0  | 4     |
| 9. (19.)  | Yuriy Protasov     | Adrian Aftanaziv       | Mitsubishi Lancer Evo X  | 4:57:25.5 | 27:44.8  | 2     |
| 10. (20.) | Michał Kościuszko  | Maciek Szczepaniak     | Mitsubishi Lancer Evo X  | 4:58:04.7 | 28:24.0  | 1     |

### Prove speciali
| Giorno                    | Prova | Ora   | Nome                        | Lunghezza | Vincitore          | Tempo   | V. media    | Leader del rally   |
| ------------------------- | ----- | ----- | --------------------------- | --------- | ------------------ | ------- | ----------- | ------------------ |
| Frazione 1 (26–27 maggio) | PS1   | 15:05 | Super Especial Carlos Paz 1 | 3.02 km   | Sébastien Loeb     | 2:25.9  | 74.52 km/h  | Sébastien Loeb     |
| Frazione 1 (26–27 maggio) | PS2   | 9:36  | El Mirador 1                | 18.23 km  | Jari-Matti Latvala | 10:27.0 | 104.67 km/h | Jari-Matti Latvala |
| Frazione 1 (26–27 maggio) | PS3   | 10:08 | Mina Clavero 1              | 22.67 km  | Jari-Matti Latvala | 19:42.5 | 69.02 km/h  | Jari-Matti Latvala |
| Frazione 1 (26–27 maggio) | PS4   | 11:01 | El Condor 1                 | 37.32 km  | Jari-Matti Latvala | 23:18.9 | 96.04 km/h  | Jari-Matti Latvala |
| Frazione 1 (26–27 maggio) | PS5   | 15:17 | El Mirador 2                | 18.23 km  | Jari-Matti Latvala | 10:19.0 | 106.03 km/h | Jari-Matti Latvala |
| Frazione 1 (26–27 maggio) | PS6   | 15:49 | Mina Clavero 2              | 22.67 km  | Petter Solberg     | 19:21.7 | 70.25 km/h  | Jari-Matti Latvala |
| Frazione 1 (26–27 maggio) | PS7   | 16:42 | El Condor 2                 | 37.32 km  | Sébastien Loeb     | 23:19.4 | 96.01 km/h  | Jari-Matti Latvala |
| Frazione 2 (28 maggio)    | PS8   | 8:13  | Las Jarillas 1              | 21.57 km  | Sébastien Ogier    | 12:21.3 | 104.75 km/h | Jari-Matti Latvala |
| Frazione 2 (28 maggio)    | PS9   | 9:46  | Las Bajadas 1               | 16.57 km  | Sébastien Loeb     | 9:04.1  | 109.63 km/h | Jari-Matti Latvala |
| Frazione 2 (28 maggio)    | PS10  | 10:32 | Amboy 1                     | 20.33 km  | Sébastien Loeb     | 10:38.0 | 114.71 km/h | Jari-Matti Latvala |
| Frazione 2 (28 maggio)    | PS11  | 11:13 | Santa Rosa 1                | 21.36 km  | Sébastien Loeb     | 13:06.2 | 97.81 km/h  | Jari-Matti Latvala |
| Frazione 2 (28 maggio)    | PS12  | 14:08 | Las Jarillas 2              | 21.57 km  | Sébastien Ogier    | 12:21.6 | 104.71 km/h | Jari-Matti Latvala |
| Frazione 2 (28 maggio)    | PS13  | 15:41 | Las Bajadas 2               | 16.57 km  | Sébastien Ogier    | 9:00.7  | 110.32 km/h | Sébastien Ogier    |
| Frazione 2 (28 maggio)    | PS14  | 16:27 | Amboy 2                     | 20.33 km  | Sébastien Loeb     | 10:32.7 | 115.68 km/h | Sébastien Ogier    |
| Frazione 2 (28 maggio)    | PS15  | 17:08 | Santa Rosa 2                | 21.36 km  | Sébastien Loeb     | 12:59.3 | 98.67 km/h  | Sébastien Ogier    |
| Frazione 3 (29 maggio)    | PS16  | 8:09  | Ascochinga                  | 48.21 km  | Sébastien Loeb     | 35:53.7 | 80.59 km/h  | Sébastien Ogier    |
| Frazione 3 (29 maggio)    | PS17  | 10:27 | Cabalango 1                 | 3.90 km   | Jari-Matti Latvala | 2:22.2  | 98.73 km/h  | Sébastien Ogier    |
| Frazione 3 (29 maggio)    | PS18  | 11:38 | Super Especial Carlos Paz 2 | 3.02 km   | Petter Solberg     | 2:25.5  | 74.72 km/h  | Sébastien Ogier    |
| Frazione 3 (29 maggio)    | PS19  | 12:10 | Cabalango 2 (Power stage)   | 3.90 km   | Petter Solberg     | 2:20.1  | 100.21 km/h | Sébastien Loeb     |

### Power Stage
| Pos | Pilota         | Tempo  | Distacco | V. media    | Punti |
| --- | -------------- | ------ | -------- | ----------- | ----- |
| 1   | Petter Solberg | 2:20.1 | 0.0      | 100.21 km/h | 3     |
| 2   | Mikko Hirvonen | 2:20.6 | +0.5     | 99.86 km/h  | 2     |
| 3   | Sébastien Loeb | 2:20.6 | +0.5     | 99.86 km/h  | 1     |

## Classifiche Mondiali

### Piloti
| Pos | Pilota               | Punti |
| --- | -------------------- | ----- |
| 1   | Sébastien Loeb       | 126   |
| 2   | Mikko Hirvonen       | 113   |
| 3   | Sébastien Ogier      | 96    |
| 4   | Jari-Matti Latvala   | 74    |
| 5   | Petter Solberg       | 61    |
| 6   | Mads Østberg         | 48    |
| 7   | Matthew Wilson       | 28    |
| 8   | Federico Villagra    | 20    |
| 9   | Kimi Räikkönen       | 18    |
| 10  | Henning Solberg      | 10    |
| 11  | Juho Hänninen        | 8     |
| 12  | Dani Sordo           | 8     |
| 13  | Ott Tänak            | 7     |
| 14  | Martin Prokop        | 6     |
| 15  | Per-Gunnar Andersson | 6     |
| 16  | Khalid Al Qassimi    | 5     |
| 17  | Dennis Kuipers       | 4     |
| 18  | Hayden Paddon        | 2     |
| 19  | Bernardo Sousa       | 1     |
| 20  | Patrik Flodin        | 1     |

### Costruttori
| Pos | Team                                  | Punti |
| --- | ------------------------------------- | ----- |
| 1   | Citroën Total World Rally Team        | 207   |
| 2   | Ford Abu Dhabi World Rally Team       | 174   |
| 3   | M-Sport Stobart Ford World Rally Team | 75    |
| 4   | Petter Solberg World Rally Team       | 49    |
| 5   | Munchi's Ford World Rally Team        | 32    |
| 6   | ICE 1 Racing                          | 26    |
| 7   | Team Abu Dhabi                        | 19    |
| 8   | FERM Power Tools World Rally Team     | 10    |
| 9   | Monster World Rally Team              | 8     |
| 10  | Brazil World Rally Team               | 1     |

### Piloti P-WRC
| Pos | Pilota               | Punti |
| --- | -------------------- | ----- |
| 1   | Hayden Paddon        | 50    |
| 2   | Martin Semerád       | 50    |
| 3   | Nicolàs Fuchs        | 27    |
| 4   | Dmitry Tagirov       | 23    |
| 5   | Valeriy Gorban       | 22    |
| 6   | Yuriy Protasov       | 20    |
| 7   | Benito Guerra        | 20    |
| 8   | Patrik Flodin        | 19    |
| 9   | Jukka Ketomäki       | 18    |
| 10  | Gianluca Linari      | 14    |
| 11  | Oleksandr Saliuk Jr. | 14    |
| 12  | Majed Al Shamsi      | 8     |
| 13  | Michał Kościuszko    | 7     |
| 14  | Ezequiel Campos      | 6     |
| 15  | Bader Al Jabri       | 2     |